# قرار مجلس الأمن التابع للأمم المتحدة رقم 267
قرار مجلس الأمن التابع للأمم المتحدة 267، الذي اعتمد بالإجماع في 3 يوليو 1969، وبعد أن أعاد التأكيد على القرار 252، يدعو إسرائيل إلى إلغاء تدابير ضم القدس الشرقية. وخلص المجلس أيضًا إلى أنه في حالة الرد السلبي أو عدم الرد من إسرائيل، فإنه سيعاود الانعقاد لمناقشة المزيد من الإجراءات.